# ألوندقلي (حومة بيجار)
ألوندقلي (بالفارسية: الوندقلی) هي قرية تقع في إيران في حومة. يقدر عدد سكانها بـ 54 نسمة بحسب إحصاء 2016.